# Мери-э-Буа
Мери́-э-Буа́ (фр. Méry-ès-Bois) — коммуна во Франции, находится в регионе Центр. Департамент — Шер. Входит в состав кантона Ла-Шапель-д’Анжийон. Округ коммуны — Вьерзон.
Код INSEE коммуны — 18149.

## География
Коммуна расположена приблизительно в 170 км к югу от Парижа, в 75 км юго-восточнее Орлеана, в 27 км к северу от Буржа.
На территории коммуны берут начало две реки: Мокюар и Гет, а также протекает река Баранжон.

## Население
Население коммуны на 2008 год составляло 614 человек.
| 1962 | 1968 | 1975 | 1982 | 1990 | 1999 | 2008 |
| ---- | ---- | ---- | ---- | ---- | ---- | ---- |
| 771  | 778  | 708  | 637  | 659  | 616  | 614  |

## Администрация
| Период | Период | Фамилия                | Партия | Примечания |
| ------ | ------ | ---------------------- | ------ | ---------- |
| 1995   | 2000   | Бернар Дюпон           |        |            |
| 2000   | 2008   | Оливье Демьер де Шенон |        |            |
| 2008   | 2014   | Мишель Дезир           |        |            |

## Экономика
В 2007 году среди 355 человек в трудоспособном возрасте (15-64 лет) 252 были экономически активными, 103 — неактивными (показатель активности — 71,0 %, в 1999 году было 66,9 %). Из 252 активных работали 225 человек (135 мужчин и 90 женщин), безработных было 27 (10 мужчин и 17 женщин). Среди 103 неактивных 26 человек были учениками или студентами, 45 — пенсионерами, 32 были неактивными по другим причинам.

## Достопримечательности
- Аббатство Нотр-Дам[фр.] (XII век). Исторический памятник с 1971 года[3]
- Церковь Сен-Фирмен (XI век)
- Дуб Сент-Этьен в лесу Сен-Пале

## Фотогалерея
- Аббатство Нотр-Дам
- Аббатство Нотр-Дам
- Карта коммуны